# Prioniodinidae
Famille
Synonymes
Hibbardellidae Müller, 1956
Prioniodinidae est une famille éteinte de conodontes, appartenant au clade des Prioniodontida, ou « conodontes complexes », et à l'ordre des Prioniodinida.

## Genres
- †Bryantodus
- †Camptognathus
- †Chirodella
- †Cornuramia
- †Dyminodina
- †Falodus
- †Guizhoudella
- †Gyrognathus
- †Idioprionodus
- †Kamuellerella
- †Lagovidina
- †Ligonodina
- †Metalonchodina
- †Multidentodus
- †Neoplectospathodus
- †Oulodus
- †Palmatodella
- †Pluckidina
- †Polygnathellus
- †Prioniodella
- †Prioniodina
- †Prionognathodus
- †Pristognathus
- †Scotlandia
- †Subbryantodus
- †Uncadina
- †Veghella